# Governor Generoso

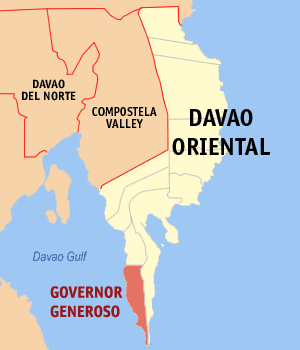
Bản đồ của Davao Oriental với vị trí của Governor Generoso

Governor Generoso là một đô thị hạng 3 ở tỉnh Davao Oriental, Philippines. Theo điều tra dân số năm 2000, đô thị này có dân số 42.705 người trong 8.297 hộ.

## Các đơn vị hành chính
Generoso được chia thành 20 barangay.
| - Anitap - Manuel Roxas - Don Aurelio Chicote - Lavigan - Luzon - Magdug - Montserrat - Nangan Jamboree - Oregon - Poblacion(Sigaboy) | - Pundaguitan - Sergio Osmeña - Surop - Tagabebe - Tamban - Tandang Sora - Tibanban - Tiblawan - Upper Tibanban - Crispin Dela Cruz |